# Friedrich-Schiller-Gymnasium Preetz
Das Friedrich-Schiller-Gymnasium in Preetz wurde am 6. Juni 1947 als „Oberschule für Jungen und Mädchen im Aufbau“ als Außenstelle der Staatlichen Oberschule in Kiel-Wellingdorf gegründet. Am 1. Oktober 1948 wurde das Gymnasium Teil der neu geschaffenen „Volksoberschule Preetz“. Nach einer Ausgliederung der Real- und Hauptschulzweige in den 1950er Jahren mündete die Volksoberschule in ein dreigliedriges Schulsystem ein. Die endgültige Namensgebung erfolgte 1964.

## Profil
Das Gymnasium wird als offener Ganztagsunterricht geführt und verfügt daher über eine eigene Cafeteria mit Mittagstisch. Es wird Hausaufgabenbetreuung angeboten. In der Oberstufe ist der Nachmittagsunterricht obligatorisch. Zahlreiche Arbeitsgemeinschaften werden angeboten, darunter Rudern, eine Big Band (die FSG-BigBand) und Theater.

## Ehemalige Schüler
- Sabine Christiansen (* 1957), Fernsehmoderatorin, Journalistin und Produzentin
- Kai Vogel (* 1968), Politiker (SPD)
- Oliver Schmidt-Gutzat (* 1969), Politiker (SPD), Bürgermeister
- Ulrike Schmidt (* 1973), Politikerin, Bürgermeisterin
- Steffen Merkel (* 1975), Musiker
- Meike Evers-Rölver (* 1977), Ruderin
- Kristian Klinck (* 1979), Politiker (SPD)
- Heiko Fischer (* 1982), Musiker
- Helke Nieschlag (* 1988), Ruderin